# La Porcherie
La Porcherie is een gemeente in het Franse departement Haute-Vienne (regio Nouvelle-Aquitaine) en telt 619 inwoners (1999). De plaats maakt deel uit van het arrondissement Limoges.

## Geografie
De oppervlakte van La Porcherie bedraagt 32,0 km², de bevolkingsdichtheid is 19,3 inwoners per km².

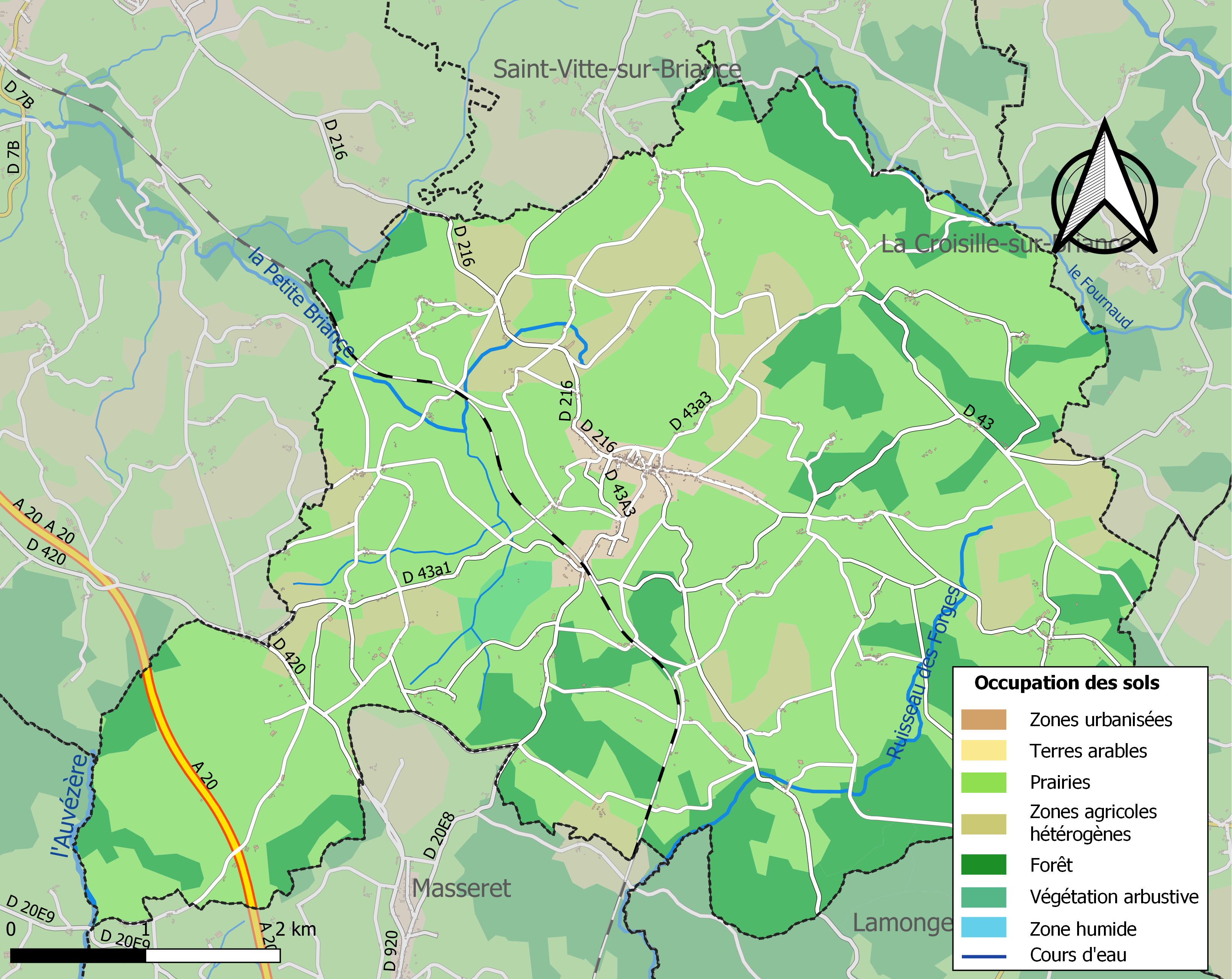
Kaart van de gemeente met de belangrijkste infrastructuur, bodemgebruik en omliggende gemeenten

## Verkeer en vervoer
In de gemeente ligt spoorweghalte La Porcherie.

## Demografie
Onderstaande figuur toont het verloop van het inwonertal (bron: INSEE-tellingen).

## Geboren
- Jacques-Arsène d'Arsonval (1851-1940), arts, natuurkundige en uitvinder van de draaispoelgalvanometer